# Copadichromis nkatae
Copadichromis nkatae è una specie di pesci della famiglia dei Ciclidi.  È endemica del Lago Malawi.